# Щ-201
«Щ-201» — советская дизель-электрическая торпедная подводная лодка времён Второй мировой войны, принадлежит к серии V-бис проекта Щ — «Щука». При постройке лодка получила имя «Сазан».

## История корабля
Лодка была заложена 14 августа 1933 года на заводе № 194 имени А. Марти «Судомех» в Ленинграде, заводской номер 183/10, в 1934 году в виде восьми секций доставлена на завод № 200 имени 61 коммунара в Николаеве для сборки и достройки, спущена на воду 3 апреля 1934 года, 5 августа 1935 года вступила в строй, 3 сентября 1935 года вошла в состав Черноморского флота.

### Служба
На 22 июня 1941 года «Сазан» входил в учебный дивизион подводных лодок, базировавшийся в Новороссийске.
В годы войны «Щ-201» совершила 13 боевых походов и произвела 8 торпедных атак с выпуском 24 торпед.
7 июля 1943 года лодка безрезультатно выпустила 6 торпед по конвою недалеко от Евпатории. Румынские корабли, охранявшие конвой, в свою очередь безрезультатно атаковали лодку.
30 января 1943 года артиллерийским огнём уничтожен мотобот, 12 мая 1944 года торпедами потоплен транспорт «Geiserich» (712 брт), повреждена быстроходная десантная баржа «F 568» (220 т).
5 ноября 1944 года была награждена Орденом Красного Знамени.
29 декабря 1955 года была разоружена и исключена из состава флота в связи с отправкой на утилизацию. В 1956 году разделана на металл на базе «Главвторчермета» в Севастополе.

## Награды
5 ноября 1944 года — Орден Красного Знамени — награждена указом Президиума Верховного Совета СССР от 5 ноября 1944 года за образцовое выполнение боевых заданий командования на фронте борьбы с немецкими захватчиками и проявленные при этом доблесть и мужество.

## Командиры лодки
- февраль 1938 — март 1938 — Е. П. Поляков
- июнь 1941 — сентябрь 1942 — А. И. Стрижак
- 29 декабря 1942 — 10 июня 1944, сентябрь 1944 — май 1945 — … — П. И. Парамошкин
- 10 июня 1944 — сентябрь 1944 — В. И. Матвеев

## Интересные факты
- На подводной лодке Щ-201 начинал свою карьеру Леонид Осипенко — будущий командир первой советской атомной подводной лодки «Ленинский комсомол»